# Brachypelus pauliani
Brachypelus pauliani – gatunek chrząszcza z rodziny biegaczowatych, podrodziny Scritinae i plemienia Clivini.

## Opis
Labrum o 6 szczecinkach. Grzbietowy punkt ze szczecinką pojedynczy. Przedplecze i pokrywy stosunkowo płaskie. Pokrywy o rzędach (striae) silnie punktowanych. Siateczkowania na przedpleczu brak, zaś na pokrywach występuje tylko wzdłuż boków i u wierzchołka.

## Występowanie
Gatunek ten jest endemitem Madagaskaru, gdzie znany jest z okolic Vondrozo.